# Daniel-Liviu Toda
Daniel-Liviu Toda (n. 22 septembrie 1982, Timișoara, România) este un deputat român, ales în 2020 din partea PLUS. 